# 자메이카 노동당
자메이카 노동당(영어: Jamaica Labour Party, JLP)은 자메이카의 양대 정당 중 하나이며, 다른 하나는 인민민족당(PNP)이다. 그 이름이 사민당(오스트레일리아, 뉴질랜드, 영국 등 몇몇 다른 영국 연방 왕국 국가의 "라부르" 정당의 경우처럼)임을 암시할 수도 있지만, JLP는 사실 보수 정당이다. 하지만, 그것은 자메이카 노동운동과 오랜 관계를 맺고 있다.
2020년 총선에서 하원(하원) 의석 63석 중 49석을 차지한 현 여당이다. JLP는 선거의 상징으로 자유의 종, V 사인, 그리고 녹색을 사용한다. JLP는 카리브 민주 연합의 회원이다.

## 정치적 입장
자메이카 노동당은 보수 정당이다. 시장 경제와 개인의 개인적 책임을 믿는다.
2008년 5월, BBC의 스테판 새커와의 인터뷰에서 브루스 골딩 수상과 당 대표는 그가 구성한 내각은 게이라고 알려진 어떤 하원의원도 배제하겠다고 선언했다. 이전 성명에서 골딩은 자신과 그의 당이 자메이카에서 동성애를 공개하는 것에 강력히 반대했으며, 그가 자메이카 사회 규범을 준수하는 것이 계속 불법이어야 한다고 느꼈다고 말했다. 그는 기독교적 가치와 가족의 청렴을 언급함으로써 동성애 행위의 불법성을 정당화했다.
1990년대 이래로 JLP는 자메이카를 공화국으로 만들겠다는 의사를 밝혀왔기 때문에, 영국의 군주를 국가원수로 하던 체제를 폐지하겠다는 입장을 밝혔다. 바베이도스가 2021년에 공화국으로 전환한 이후, 총리이자 JLP 지도자인 앤드류 홀네스는 2025년에 자메이카에서 공화주의에 대한 국민투표를 실시할 수 있다고 제안했다. 홀네스는 2022년 6월 "보시다시피 자메이카는 우리의 역사를 매우 자랑스럽게 생각하고 우리가 성취한 것을 매우 자랑스럽게 생각하는 나라입니다. 우리는 단기적으로 개발 목표를 달성하고 독립적이고 선진적이며 번영하는 국가로서의 진정한 야망과 운명을 성취할 것입니다."라고 말했다.